# رأس الرمل

خارطة جزيرة جربة حيث يظهر رأس الرمل

رأس الرمل هو رأس بشرقي جزيرة جربة التونسية، أقرب مدن الجزيرة إليه حومة السوق. هذا الرأس ليس صخريا كما هو الحال بالنسبة للرؤوس التي تقع بشمال البلاد التونسية وإنما هو يتكون من أكوام من الرمل التي تتحرك باستمرار باتجاه البحر.